# Иран на зимних Олимпийских играх 2006
Иран принимал участие в Зимних Олимпийских играх 2006 года в Турине (Италия) в восьмой раз за свою историю, но не завоевал ни одной медали.

## Состав сборной
Сборную представляли 2 спортсмена: 39-летний лыжник Сейед Моджтаба Мирхашеми и 33-летний горнолыжник Алидад Савех Шемшаки.

## Результаты

### Горнолыжный спорт
Соревнования проводились в Сестриере и Чезане Сан-Сикарио (в Чезана-Торинезе). 20 февраля состоялись заезды в слалом-гиганте, 25 февраля в слаломе.
| Спортсмен            | Соревнование      | 1 спуск | 2 спуск | Итог    | Место |
| -------------------- | ----------------- | ------- | ------- | ------- | ----- |
| Алидад Савех Шемшаки | Слалом            | 1:07.57 | 1:01.99 | 2:09.56 | 41    |
| Алидад Савех Шемшаки | Гигантский слалом | 1:32.27 | 1:31.61 | 3:03.88 | 36    |

### Лыжные гонки
Соревнования проходили на лыжном стадионе «Праджелато План» близ Праджелато на высоте 1530 м. Гонка на дистанции 15 километров у мужчин состоялась 17 февраля.
| Спортсмен                | Соревнование                                | Время   | Место |
| ------------------------ | ------------------------------------------- | ------- | ----- |
| Сейед Моджтаба Мирхашеми | Гонка на 15 километров (классический стиль) | 52:27.0 | 90    |